# Leichtathletik-Europameisterschaften 2006/100 m der Männer

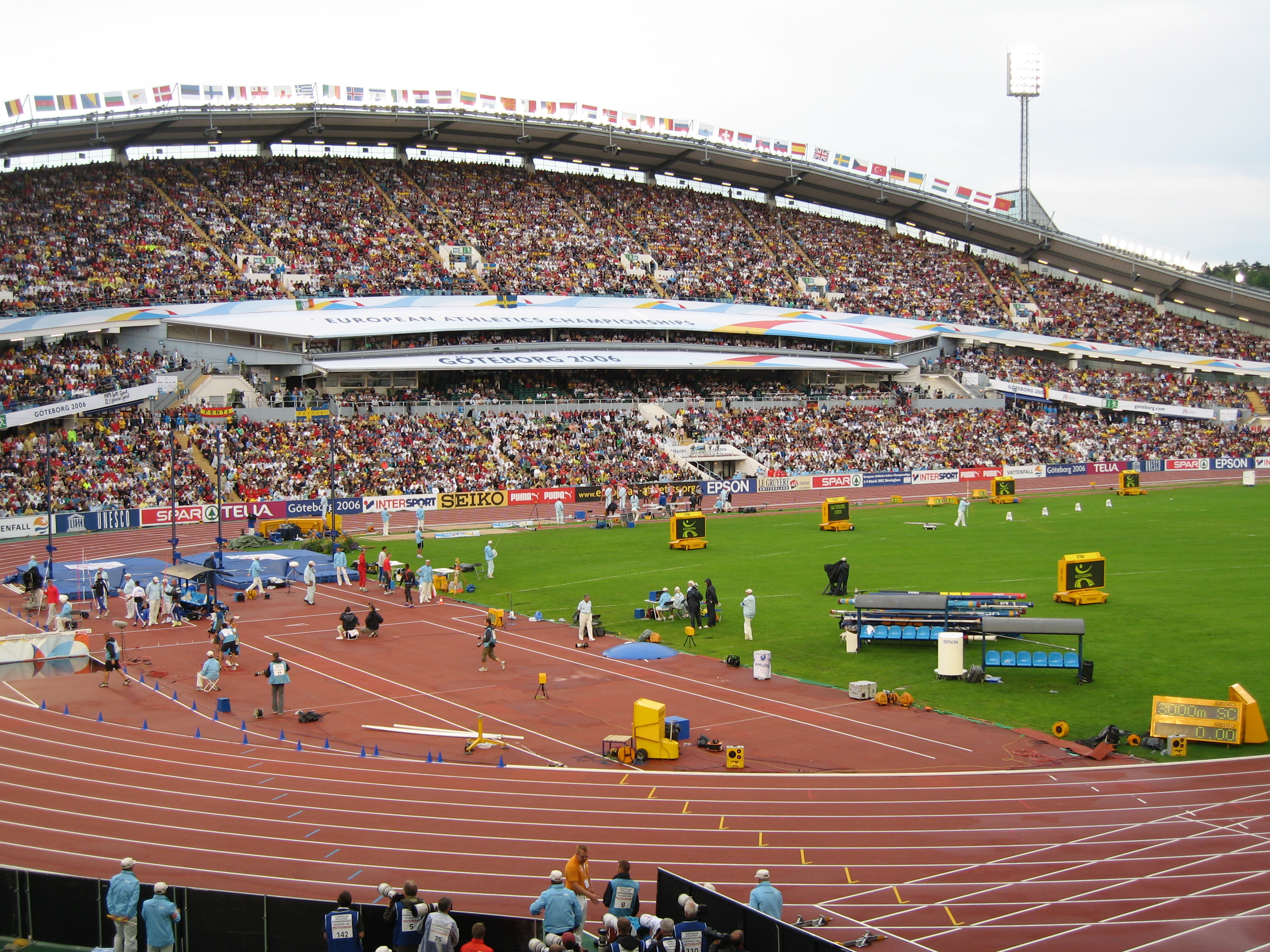
Das Ullevi-Stadion in Göteborg während der Europameisterschaften 2006

Der 100-Meter-Lauf der Männer bei den Leichtathletik-Europameisterschaften 2006 wurde am 7. und 8. August 2006 im Ullevi-Stadion der schwedischen Stadt Göteborg ausgetragen.
Europameister wurde der portugiesische Titelverteidiger und Olympiazweite von 2004 Francis Obikwelu, der zwei Tage später auch den Titel über 200 Meter errang. Der Russe Andrei Jepischin belegte den zweiten Platz. Bronze ging an den Slowenen Matic Osovnikar.

## Rekorde

### Bestehende Rekorde
| Weltrekord           | 9,77 s  | Asafa Powell     | Athen, Griechenland       | 14. Juni 2005   |
| Weltrekord           | 9,77 s  | Asafa Powell     | Gateshead, Großbritannien | 11. Juni 2006   |
| Europarekord         | 9,86 s  | Francis Obikwelu | Athen, Griechenland       | 22. August 2004 |
| Meisterschaftsrekord | 10,04 s | Darren Campbell  | EM Budapest, Ungarn       | 19. August 1998 |

### Rekordverbesserungen
Im Finale am 8. August wurden bei einem Rückenwind von 1,3 m/s zwei Rekorde aufgestellt:
- Meisterschaftsrekord: 9,99 s – Francis Obikwelu, Portugal
- Landesrekord: 10,10 s – Andrei Jepischin, Russland

## Legende
Kurze Übersicht zur Bedeutung der Symbolik – so üblicherweise auch in sonstigen Veröffentlichungen verwendet:
| CR  | Championshiprekord |
| NR  | Nationaler Rekord  |
| DSQ | disqualifiziert    |

## Vorrunde
Die Vorrunde wurde in sechs Läufen durchgeführt. Die ersten vier Athleten pro Lauf – hellblau unterlegt – sowie die darüber hinaus acht zeitschnellsten Läufer – hellgrün unterlegt – qualifizierten sich für das Viertelfinale.

### Vorlauf 1
7. August 2006, 10:40 Uhr
Wind: +0,7 m/s
| Platz | Name                 | Nation         | Zeit (s) |
| ----- | -------------------- | -------------- | -------- |
| 1     | Tyrone Edgar         | Großbritannien | 10,32    |
| 2     | Łukasz Chyła         | Polen          | 10,42    |
| 3     | Ronny Ostwald        | Deutschland    | 10,42    |
| 4     | Alexander Smirnow    | Russland       | 10,51    |
| 5     | Gergely Németh       | Ungarn         | 10,52    |
| 6     | Andreas Baumann      | Schweiz        | 10,58    |
| 7     | Naum Mitreski        | Mazedonien     | 11,12    |
| DSQ   | Kostjantyn Wassjukow | Ukraine        |          |

### Vorlauf 2
7. August 2006, 10:48 Uhr
Wind: +0,7 m/s
| Platz | Name            | Nation     | Zeit (s) |
| ----- | --------------- | ---------- | -------- |
| 1     | Ronald Pognon   | Frankreich | 10,26    |
| 2     | Anatolij Dowhal | Ukraine    | 10,33    |
| 3     | Nghi Tran       | Finnland   | 10,50    |
| 4     | Erik Wijmeersch | Belgien    | 10,52    |
| 5     | Luca Verdecchia | Italien    | 10,57    |
| 6     | Matjaž Borovina | Slowenien  | 10,74    |
| 7     | Tal Mor         | Israel     | 10,78    |

### Vorlauf 3
7. August 2006, 10:56 Uhr
Wind: +0,6 m/s
| Platz | Name                | Nation         | Zeit (s) |
| ----- | ------------------- | -------------- | -------- |
| 1     | Mark Lewis-Francis  | Großbritannien | 10,37    |
| 2     | Marcin Jędrusiński  | Polen          | 10,45    |
| 3     | Jarkko Ruostekivi   | Finnland       | 10,47    |
| 4     | Jan Žumer           | Slowenien      | 10,50    |
| 5     | Martin Rypdal       | Norwegen       | 10,52    |
| 6     | Massimiliano Donati | Italien        | 10,55    |
| 7     | İsmail Aslan        | Türkei         | 10,71    |
| 8     | Darren Gilford      | Malta          | 10,73    |

### Vorlauf 4
7. August 2006, 11:04 Uhr
Wind: +1,4 m/s
| Platz | Name                  | Nation         | Zeit (s) |
| ----- | --------------------- | -------------- | -------- |
| 1     | Dwain Chambers        | Großbritannien | 10,24    |
| 2     | Matic Osovnikar       | Slowenien      | 10,29    |
| 3     | Orkatz Beitia         | Spanien        | 10,43    |
| 4     | Daniel Abenzoar-Foule | Luxemburg      | 10,50    |
| 5     | Markus Lüthi          | Schweiz        | 10,51    |
| 6     | Dimitri Demonière     | Frankreich     | 10,51    |
| 7     | Valentinos Athanasiou | Zypern         | 11,25    |

### Vorlauf 5

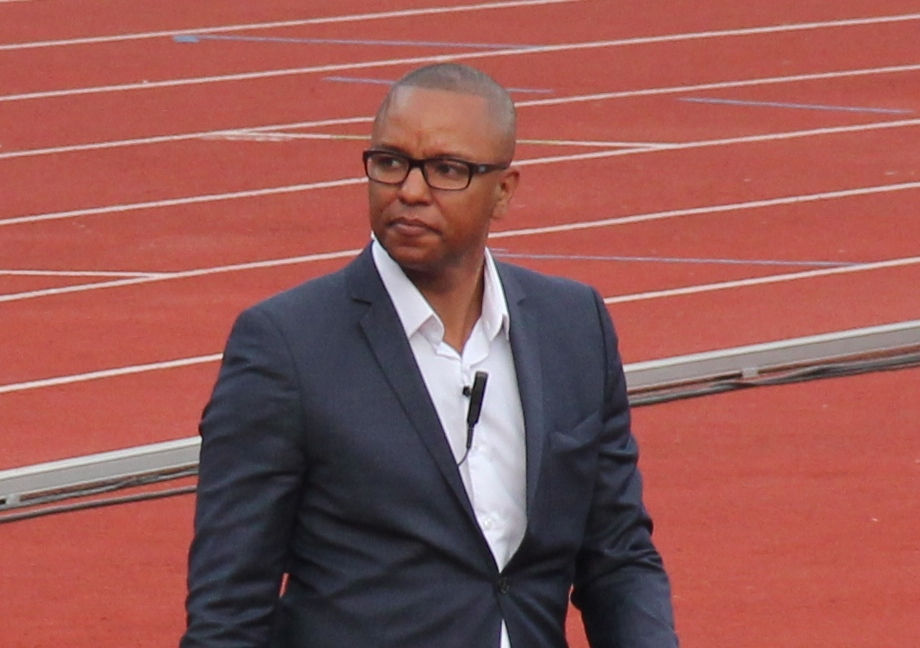
John Ertzgaard schied als Sechster seines Vorlaufs aus

7. August 2006, 11:2120 Uhr
Wind: +0,2 m/s
| Platz | Name                  | Nation   | Zeit (s) |
| ----- | --------------------- | -------- | -------- |
| 1     | Andrei Jepischin      | Russland | 10,36    |
| 2     | Dariusz Kuć           | Polen    | 10,37    |
| 3     | Simo Sipilä           | Finnland | 10,40    |
| 4     | Ángel David Rodríguez | Spanien  | 10,57    |
| 5     | Neophytos Michael     | Zypern   | 10,60    |
| 6     | John Ertzgaard        | Norwegen | 10,62    |
| 7     | Maurizio Checcucci    | Italien  | 10,62    |

### Vorlauf 6

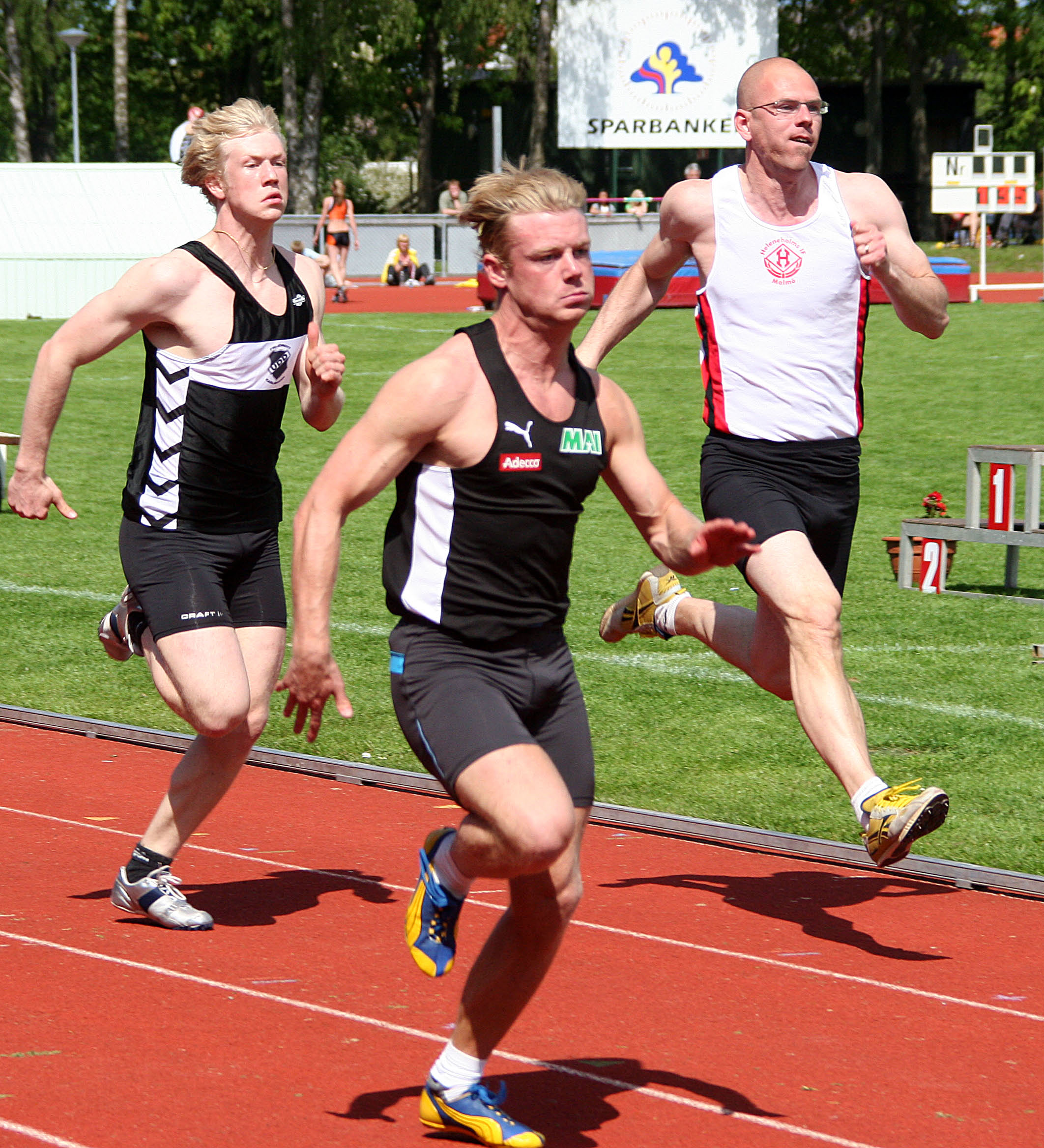
Rang sechs in 10,66 s reichte für Daniel Persson (Mitte) nicht, um in die zweite Runde einzuziehen

7. August 2006, 11:20 Uhr
Wind: +0,9 m/s
| Platz | Name                | Nation     | Zeit (s) |
| ----- | ------------------- | ---------- | -------- |
| 1     | Francis Obikwelu    | Portugal   | 10,25    |
| 2     | Roland Németh       | Ungarn     | 10,39    |
| 3     | Oudéré Kankarafou   | Frankreich | 10,40    |
| 4     | Mikhail Jegortschew | Russland   | 10,47    |
| 5     | Iván Mocholí        | Spanien    | 10,53    |
| 6     | Daniel Persson      | Schweden   | 10,66    |
| 7     | Vojtěch Šulc        | Tschechien | 10,67    |

## Viertelfinale
Aus den vier Viertelfinalläufen qualifizierten sich die ersten vier Athleten pro Lauf – hellblau unterlegt – für das Halbfinale.

### Viertelfinallauf 1
7. August 2006, 18:35 Uhr
Wind: +0,8 m/s
| Platz | Name                  | Nation         | Zeit (s) |
| ----- | --------------------- | -------------- | -------- |
| 1     | Dariusz Kuć           | Polen          | 10,32    |
| 2     | Ángel David Rodríguez | Spanien        | 10,32    |
| 3     | Anatolij Dowhal       | Ukraine        | 10,37    |
| 4     | Dwain Chambers        | Großbritannien | 10,39    |
| 5     | Markus Lüthi          | Schweiz        | 10,47    |
| 6     | Jarkko Ruostekivi     | Finnland       | 10,48    |
| 7     | Mikhail Jegortschew   | Russland       | 10,62    |
| 8     | Martin Rypdal         | Norwegen       | 10,66    |

### Viertelfinallauf 2

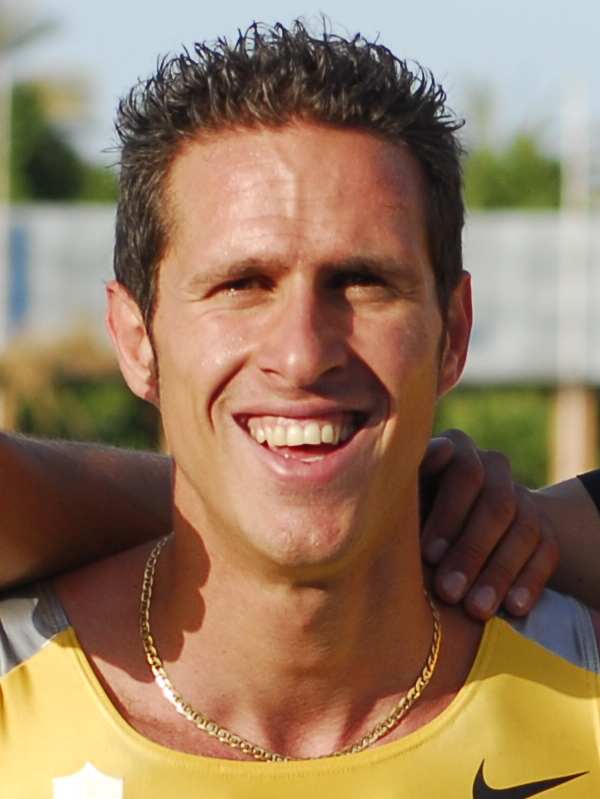
Massimiliano Donati verpasste das Halbfinale um einen Rang

7. August 2006, 18:43 Uhr
Wind: −0,2 m/s
| Platz | Name                | Nation         | Zeit (s) |
| ----- | ------------------- | -------------- | -------- |
| 1     | Ronald Pognon       | Frankreich     | 10,19    |
| 2     | Mark Lewis-Francis  | Großbritannien | 10,33    |
| 3     | Łukasz Chyła        | Polen          | 10,42    |
| 4     | Ronny Ostwald       | Deutschland    | 10,48    |
| 5     | Massimiliano Donati | Italien        | 10,52    |
| 6     | Gergely Németh      | Ungarn         | 10,63    |
| 7     | Alexander Smirnow   | Russland       | 10,65    |
| 8     | Nghi Tran           | Finnland       | 10,67    |

### Viertelfinallauf 3
7. August 2006, 18:51 Uhr
Wind: −0,5 m/s
| Platz | Name              | Nation     | Zeit (s) |
| ----- | ----------------- | ---------- | -------- |
| 1     | Francis Obikwelu  | Portugal   | 10,28    |
| 2     | Matic Osovnikar   | Slowenien  | 10,37    |
| 3     | Erik Wijmeersch   | Belgien    | 10,49    |
| 4     | Orkatz Beitia     | Spanien    | 10,53    |
| 5     | Roland Németh     | Ungarn     | 10,55    |
| 6     | Luca Verdecchia   | Italien    | 10,58    |
| 7     | Dimitri Demonière | Frankreich | 10,59    |
| 8     | Simo Sipilä       | Finnland   | 10,73    |

### Viertelfinallauf 4
7. August 2006, 18:59 Uhr
Wind: −1,3 m/s
| Platz | Name                  | Nation         | Zeit (s) |
| ----- | --------------------- | -------------- | -------- |
| 1     | Andrei Jepischin      | Russland       | 10,40    |
| 2     | Oudéré Kankarafou     | Frankreich     | 10,45    |
| 3     | Marcin Jędrusiński    | Polen          | 10,47    |
| 4     | Jan Žumer             | Slowenien      | 10,48    |
| 5     | Tyrone Edgar          | Großbritannien | 10,51    |
| 6     | Daniel Abenzoar-Foule | Luxemburg      | 10,59    |
| 7     | Andreas Baumann       | Schweiz        | 10,65    |
| 8     | Iván Mocholí          | Spanien        | 10,67    |

## Halbfinale
Aus den beiden Halbfinalläufen qualifizierten sich die jeweils ersten drei Athleten – hellblau unterlegt  für das Finale.

### Halbfinallauf 1

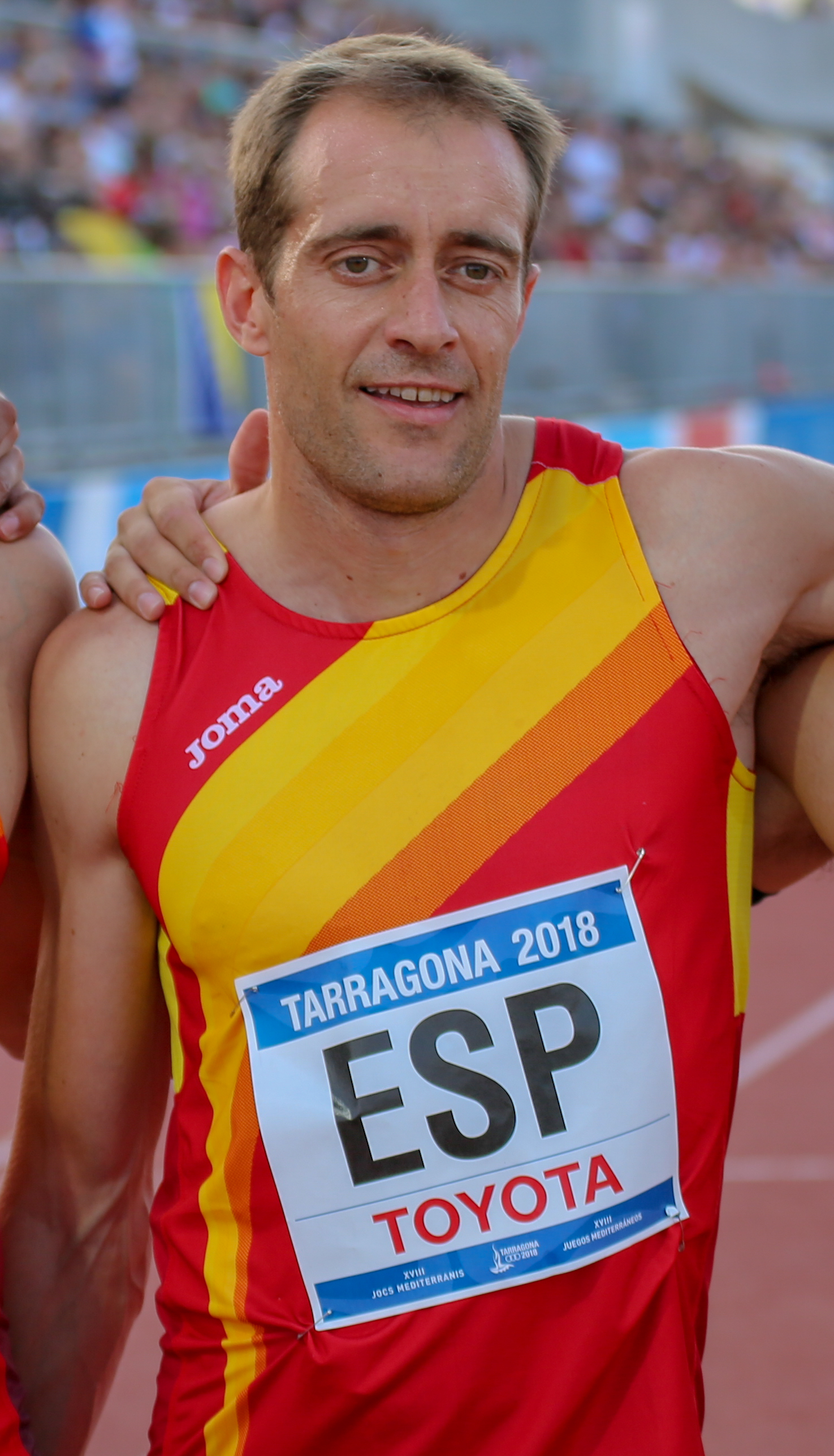
Als Siebter seines Halbfinalrennens erreichte Ángel David Rodríguez nicht das Finale

8. August 2006, 18:10 Uhr
Wind: +1,5 m/s
| Platz | Name                  | Nation         | Zeit (s) |
| ----- | --------------------- | -------------- | -------- |
| 1     | Andrei Jepischin      | Russland       | 10,12    |
| 2     | Ronald Pognon         | Frankreich     | 10,14    |
| 3     | Dariusz Kuć           | Polen          | 10,23    |
| 4     | Dwain Chambers        | Großbritannien | 10,25    |
| 5     | Anatolij Dowhal       | Ukraine        | 10,27    |
| 6     | Łukasz Chyła          | Polen          | 10,30    |
| 7     | Ángel David Rodríguez | Spanien        | 10,33    |
| 8     | Jan Žumer             | Slowenien      | 10,43    |

### Halbfinallauf 2

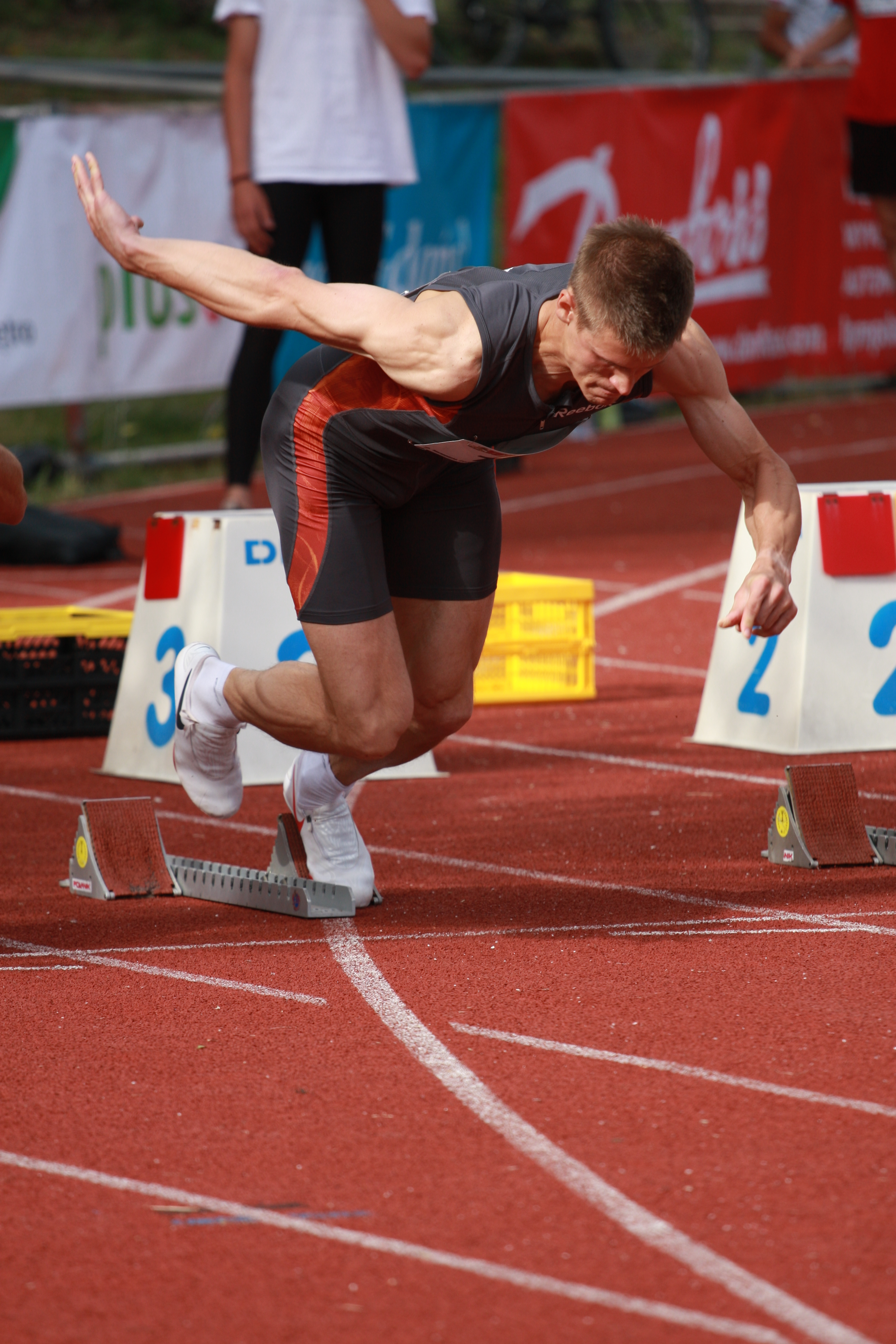
Drei Hundertstelsekunden fehlten Marcin Jędrusiński, um im Finale dabei zu sein
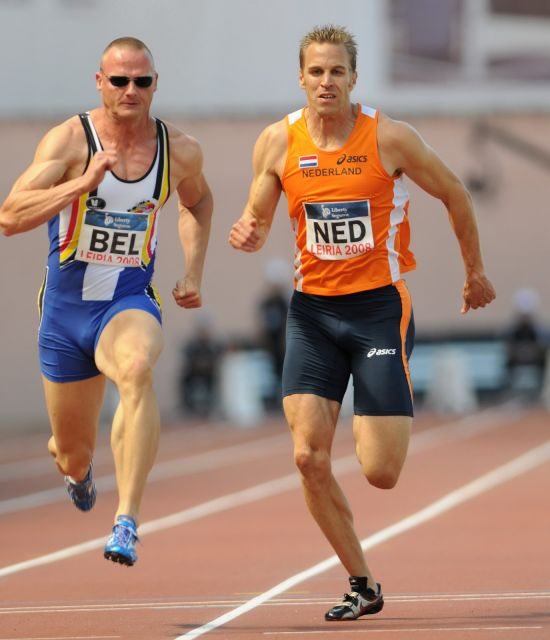
Erik Wijmeersch (links) schied als Siebter seines Laufs im Halbfinale aus

8. August 2006, 18:20 Uhr
Wind: +1,0 m/s
| Platz | Name               | Nation         | Zeit (s) |
| ----- | ------------------ | -------------- | -------- |
| 1     | Francis Obikwelu   | Portugal       | 10,19    |
| 2     | Matic Osovnikar    | Slowenien      | 10,23    |
| 3     | Mark Lewis-Francis | Großbritannien | 10,30    |
| 4     | Ronny Ostwald      | Deutschland    | 10,40    |
| 5     | Marcin Jędrusiński | Polen          | 10,43    |
| 6     | Oudéré Kankarafou  | Frankreich     | 10,43    |
| 7     | Erik Wijmeersch    | Belgien        | 10,47    |
| 8     | Orkatz Beitia      | Spanien        | 10,52    |

## Finale
8. August 2006, 19:40 Uhr
Wind: +1,3 m/s
| Platz | Name               | Nation         | Zeit (s) |
| ----- | ------------------ | -------------- | -------- |
| 1     | Francis Obikwelu   | Portugal       | 09,99 CR |
| 2     | Andrei Jepischin   | Russland       | 10,10 NR |
| 3     | Matic Osovnikar    | Slowenien      | 10,14    |
| 4     | Ronald Pognon      | Frankreich     | 10,16    |
| 5     | Mark Lewis-Francis | Großbritannien | 10,16    |
| 6     | Dariusz Kuć        | Polen          | 10,21    |
| 7     | Dwain Chambers     | Großbritannien | 10,24    |
| 8     | Ronny Ostwald      | Deutschland    | 10,38    |

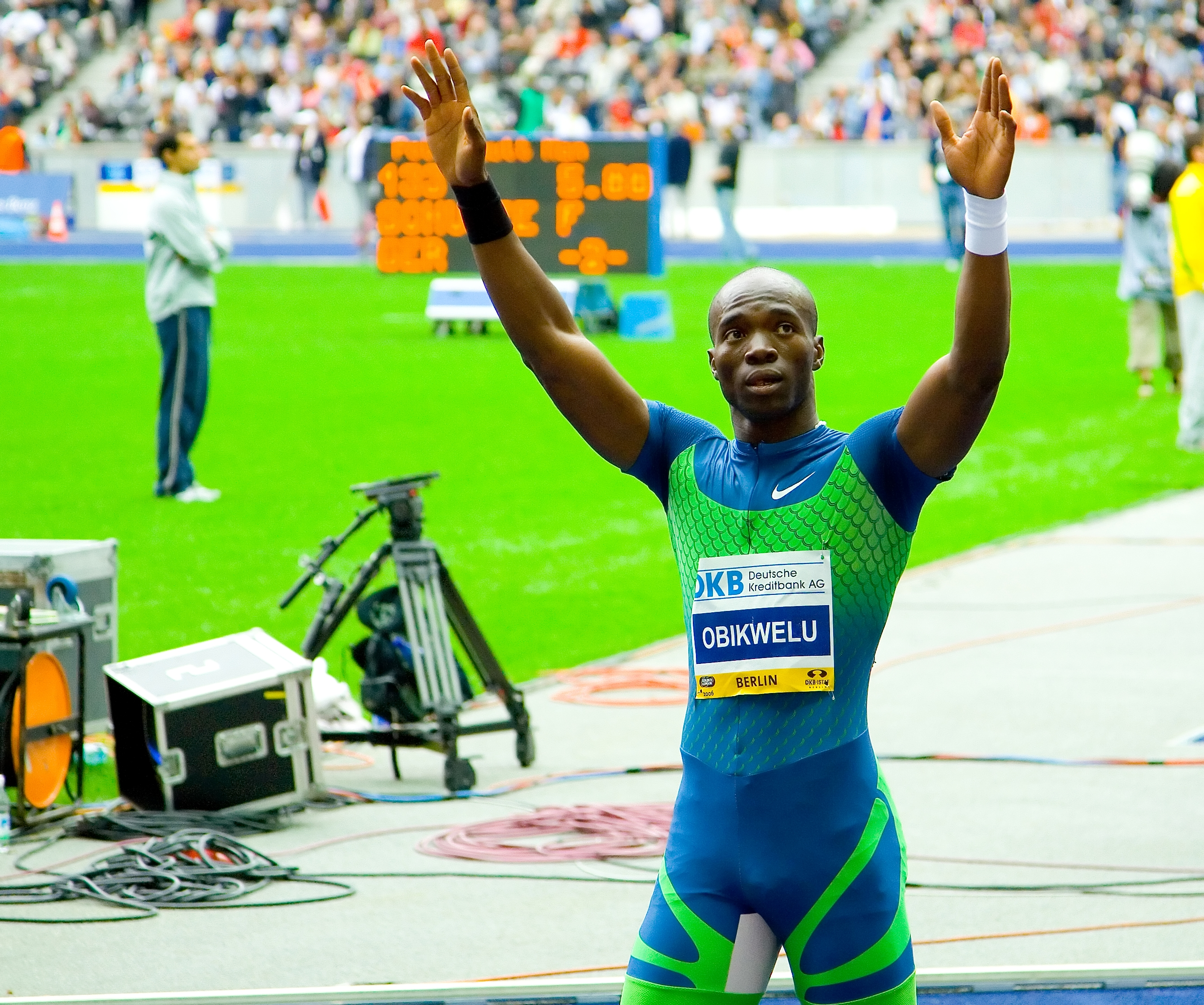
Francis Obikwelu verteidigte seinen Titel und siegte zwei Tage darauf auch über 200 Meter

Francis Obikwelu, der im Jahre 2006 nachträglich zum Europameister 2002 erklärt worden war, musste in keinem der vier Läufe alles geben, um trotzdem jeweils souverän zu siegen. Im Endlauf war er der erste Läufer, der bei Europameisterschaften unter zehn Sekunden bleiben konnte.

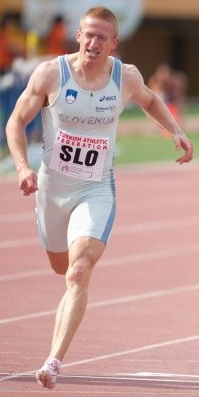
Bronzemedaillengewinner Matic Osovnikar
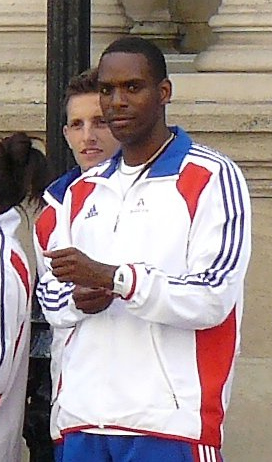
Ronald Pognon kam auf den vierten Platz
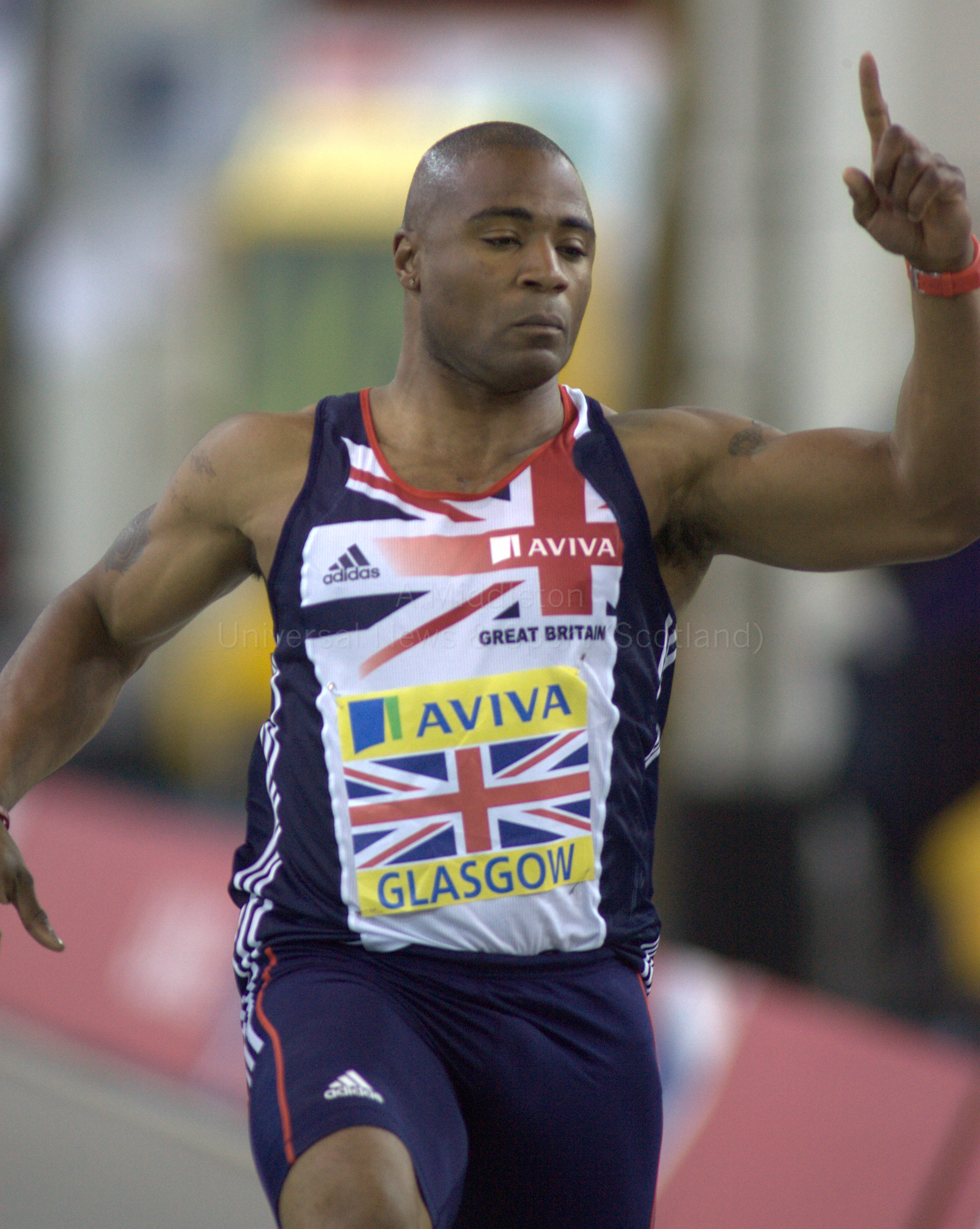
Mark Lewis-Francis belegte Rang fünf
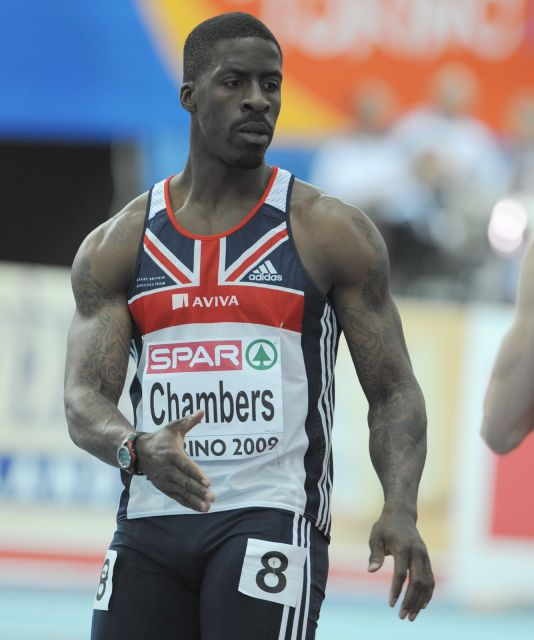
Dwain Chambers, 1999 WM-Dritter und 1998 EM-Zweiter, wurde Siebter in diesem Finale

## Videolinks
- european championship m100 2006, youtube.com, abgerufen am 26. Januar 2023
- 2006 European Championships Men's 100m, youtube.com, abgerufen am 26. Januar 2023